# جون فليتشير هيرست
جون فليتشير هيرست (بالإنجليزية: John Fletcher Hurst)‏ هو عالم عقيدة ومترجم وقسيس أمريكي، ولد في 17 أغسطس 1834 في مقاطعة دورشيستر في الولايات المتحدة، وتوفي في 4 مايو 1903 في بيثيسدا في الولايات المتحدة.